# Kuća u Omišu, Ivana Gundulića 12a
Kuća u gradiću Omišu, adresa Ivana Gundulića 12a, predstavlja zaštićeno kulturno dobro.

## Opis dobra
Kuća na trgu, sastoji se od prizemlja i jednog kata. Sjeverno pročelje ima u prizemlju vrata konobe, a iznad njih prozor. U potkrovlju u osi prozora manji je četvrtasti otvor. Ziđe ovog pročelja su kameni kvaderi položeni u redove. Istočno pročelje nema otvora. Zapadna strana ima u prizemlju dvoja vrata, a iznad njih dva prozora. U potkrovlju je luminar. Ova strana kuće je pregrađena (možda u 18.st.) dok je sjeverna originalna iz 16.st. S južne strane naslonila se je susjedna kuća. Krov je dvostrešan, pokriven kupama kanalicama, Kuća je nastala u 16.st. i nosi odlike pučkog graditeljstva 16. – 18.st.

## Zaštita
Pod oznakom Z-5720 zavedena je pod vrstom "nepokretno kulturno dobro - pojedinačno", pravna statusa zaštićena kulturnog dobra, klasificirano kao "stambene građevine".